# Pression artérielle invasive
La pression artérielle invasive, également appelée pression artérielle sanglante, constitue stricto sensu la mesure de la pression artérielle réalisée par introduction d'un cathéter dans une artère, ce qui constitue un geste invasif.